# Malur de Campbell
El malur de Campbell (Chenorhamphus campbelli) és una espècie d'ocell de la família dels malúrids (Maluridae).

## Hàbitat i distribució
Habita el sotabosc de la selva humida del sud de Nova Guinea al curs mitjà del riu Strickland i la regió de les muntanyes Bovasi.

## Taxonomia
Considerat de vegades una subespècie del malur becample (Chenorhamphus grayi), es considera que és una espècie de ple dret arran els treballs de Driskell et al. 2011